# 歐式牛頭

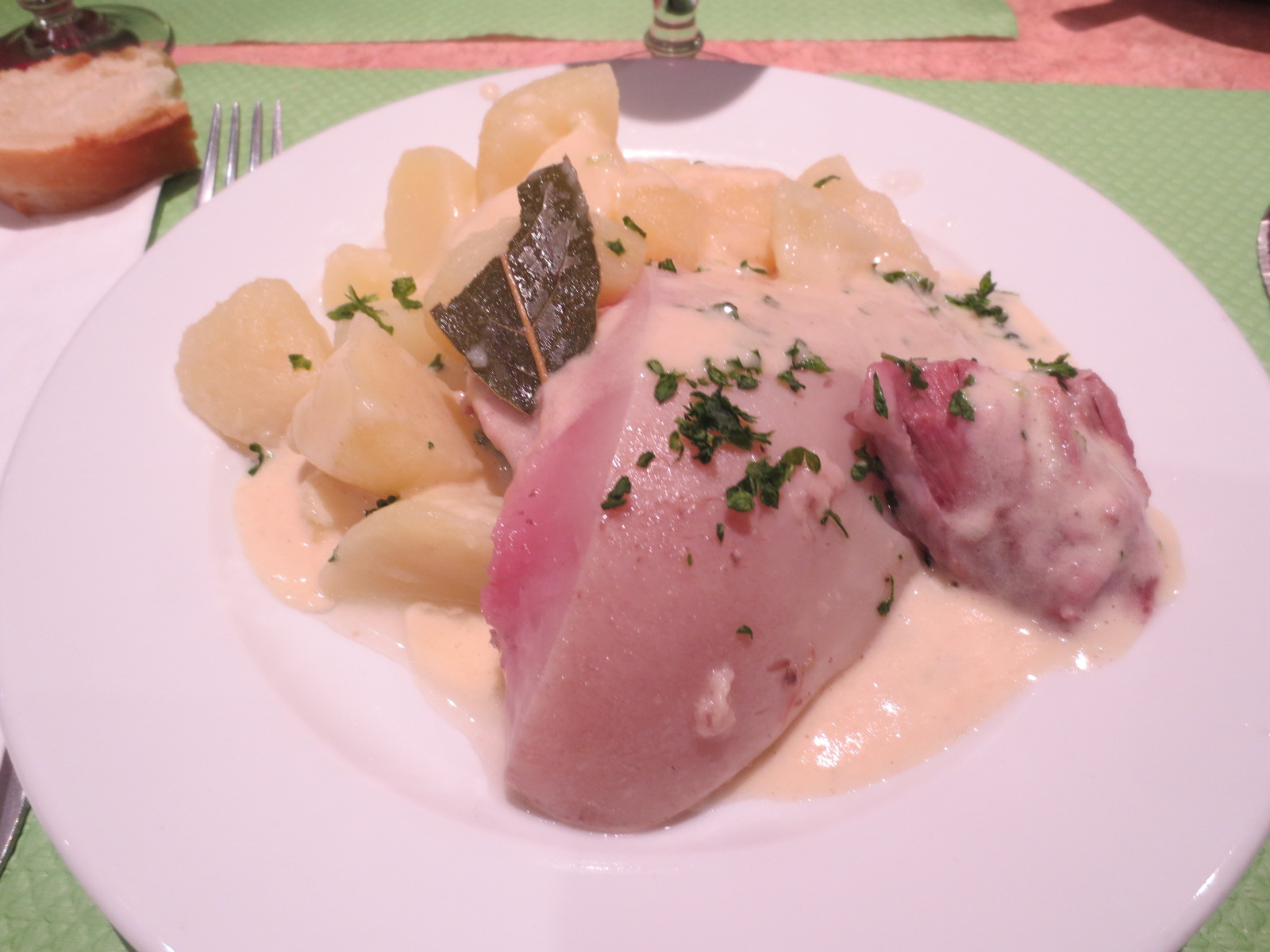
歐式牛頭

歐式牛頭（法語：Tête de veau；義大利語：testina di vitello，其意皆為「小牛頭」）是一道以小牛頭製成的料理，可見於法國料理、比利時料理、德國料理、瑞士料理及義大利料理中。

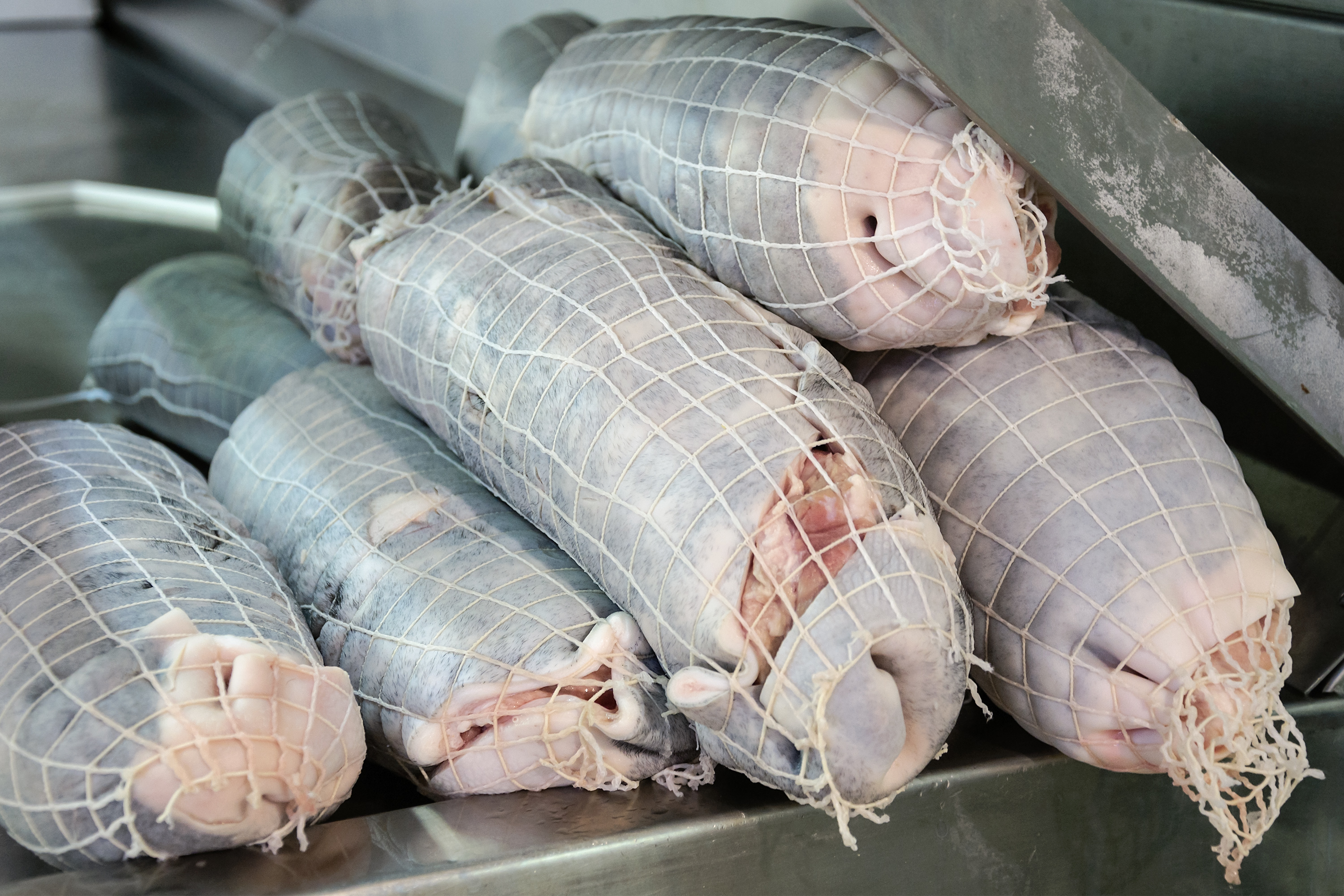
捲起來可供料理的生牛頭。圖片攝於蘭日斯國際市場。

歐式牛頭可以帶骨或去骨的方式料理，在去骨的狀況下，牛頭會捲起並以絲線固定。牛頭一般以燉煮的方式料理，但也可以火烤。歐式牛頭可以是熱食或冷盤，且常佐以油醋汁或牛舌拉維戈特醬。作為冷盤時有時會切片。
比利時一道知名的變體是「似龜牛頭」（法語：tête de veau en tortue），這道料理常佐以番茄醬、馬德拉酒與薯條。這道菜的名稱可能與源自英國、以調味牛頭製成以看起來像綠龜湯、在下薩克森地區又稱Mockturtle的仿龜湯有關。